# Sriferia cockerella
Sriferia cockerella är en fjärilsart som beskrevs av August Busck 1903. Sriferia cockerella ingår i släktet Sriferia och familjen stävmalar. Inga underarter finns listade i Catalogue of Life.